# 9024 Gunnargraps
A 9024 Gunnargraps (ideiglenes jelöléssel (9024) 1988 RF9) a Naprendszer kisbolygóövében található aszteroida. Henri Debehogne fedezte fel 1988. szeptember 5-én.